# Zubštejn (hora)
Zubštejn je kopec (689 m n. m.) nad vsí Pivonice v okrese Žďár nad Sázavou. Na jeho vrcholku se nachází stejnojmenná hradní zřícenina.

## Současný stav
Zřícenina hradu je poměrně zachovalá. Dochována jsou dokonce i některá patra paláce. Obvod hradu je dobře patrný a místy jsou zde i několikametrové zdi. Zachovalá je též studna. Hrad je volně přístupný v krásné přírodě a nabízí i výhledy do kraje.

## Charakteristika
Vrch o nadmořské výšce 688 metrů spadá geomorfologicky do celku Hornosvratecká vrchovina, podcelku Nedvědická vrchovina, okrsku Svratecká vrchovina, podokrsku Vírská vrchovina a do její části Zubštejn (Povrchnice).